# Ледбеттер (Кентуккі)
Ледбеттер (англ. Ledbetter) — переписна місцевість (CDP) в США, в окрузі Лівінґстон штату Кентуккі. Населення — 1836 осіб (2020).

## Географія
Ледбеттер розташований за координатами 37°3′9″ пн. ш. 88°29′49″ зх. д. / 37.05250° пн. ш. 88.49694° зх. д. (37.052414, -88.496814).  За даними Бюро перепису населення США в 2010 році переписна місцевість мала площу 13,46 км², з яких 13,26 км² — суходіл та 0,19 км² — водойми.

## Демографія
Згідно з переписом 2010 року, у переписній місцевості мешкали 1683 особи в 689 домогосподарствах у складі 478 родин. Густота населення становила 125 осіб/км².  Було 754 помешкання (56/км²).
Расовий склад населення:
| - 97,8 % — білих - 0,4 % — азіатів - 0,3 % — вихідців з тихоокеанських островів - 0,2 % — корінних американців - 0,2 % — чорних або афроамериканців |

До двох чи більше рас належало 1,1 %. Частка іспаномовних становила 1,1 % від усіх жителів.
За віковим діапазоном населення розподілялося таким чином: 23,1 % — особи молодші 18 років, 62,7 % — особи у віці 18—64 років, 14,2 % — особи у віці 65 років та старші. Медіана віку мешканця становила 40,9 року. На 100 осіб жіночої статі у переписній місцевості припадало 95,7 чоловіків;  на 100 жінок у віці від 18 років та старших — 90,0 чоловіків також старших 18 років.
Середній дохід на одне домашнє господарство  становив 47 115 доларів США (медіана — 42 257), а середній дохід на одну сім'ю — 49 050 доларів (медіана — 46 728). За межею бідності перебувало 20,7 % осіб, у тому числі 25,5 % дітей у віці до 18 років та 7,3 % осіб у віці 65 років та старших.
Цивільне працевлаштоване населення становило 578 осіб. Основні галузі зайнятості: освіта, охорона здоров'я та соціальна допомога — 21,5 %, роздрібна торгівля — 13,7 %, мистецтво, розваги та відпочинок — 12,8 %.